# 하벨리아
하벨리아 (학명: Habelia optata 하벨리아 옵타타[*])는 캄브리아기 중기에 살았던 멸종한 절지동물로, 협각류의 초기 친척들 가운데 하나로 알려져 있다. 화석표본이 캐나다 브리티시 컬럼비아의 버지스 셰일에서 발견되었다. 하벨리아의 화석표본 54점이 전체 군집 중 0.1%를 차지하는 그레이터 필로포드 층(Greater Phyllopod bed)에서 발굴되었다.

## 특징
몸은 크게 두 개로 구분된다. 7개 또는 8개의 몸마디로 되어있는 머리·머리가슴마디와 12마디로 되어 있는 몸통으로 총 19마디로 이루어져 있다. 몸의 길이는 길다란 꼬리마디를 제외하면 8.5 to 34 밀리미터 (0.33 to 1.34 in) 정도이다. 머리는 머리 폭이 머리 길이보다 25% 더 넓고 전체 몸길이의 약 30%를 차지하며, 볼록한 모양을 하고 있는데 머리 양 뺨쪽 가장자리에서 바깥쪽으로 튀어나와 있는 세모꼴의 가시가 달린다. 머리에는 위장이 위치해 있다. 머리에는 두 개의 구형 겹눈이 있으며, 이 눈은 머리방패의 홈에 끼워 맞춰져 있다. 하구체-윗입술 복합체가 존재하며, 입을 머리 앞쪽에서 수직으로 벌리고 있다. 부속지 첫 번째 쌍은 매우 짧고 유연하다. 이 뒤로 5쌍의 다리가 있는데, 커다란 악기가 달려 있으며 뒤로 갈수록 크기가 커지고 안쪽 가장자리에는 단단하게 경화된 치아가 엇갈린 줄로 배열되어 있다. 악기다리 중 내지는 뒤로 갈수록 크기가 증가하며, 일곱 마디(지절)로 이루어져 있고, 5~6번째 마디에 안쪽으로 뻗은 센털이 나 있고, 마지막 마디에는 발톱이 달린다. 외지는 길고 가늘은 가지이며, 뒤로 갈수록 크기가 증가하고, 7개 이상의 마디로 이루어져 있고, 마디 관절에 센털이 달린다.
머리와 몸통의 경계면에 이분지 한 쌍이 달린다. 몸통 다리의 외지는 노 모양이며 테두리가 가늘은 새엽 또는 센털로 덮여 있는 한편, 내지는 머리에 달린 내지와 비슷하며 마디는 7마디이며 발톱이 달리는데, 제6마디에 더 작은 두 개의 발톱이 달린다. 이 다리의 원도래마디는 원통형이며 넓고, 악기와 같은 역할은 없다. 몸통은 앞가슴 5마디와 뒷가슴 7마디로 나뉜다. 일부 표본들은 앞의 몸마디 세 개까지 위쪽을 향한 뾰족한 등가시 세 쌍이 위에 나 있다. 이것은 성적이형 요소일 수도 있다. 가슴부의 마디 5개에는 각각 이분지를 가지고 있다. 뒷가슴의 마디에는 뒤로 갈수록 크기가 줄어드는 외지 여러 쌍을 가지고 있지만 내지는 눈에 띄지 않는데, 이것은 내지가 퇴화했거나 없어졌다는 것을 뜻한다. 몸통은 길다란 밧줄 모양의 꼬리마디로 끝난다.
- 다시각도. A = 머리 하단부 B=측면부 C= 등 D=몸통 다리 e1-5 = 머리의 다리 중 내지, g= 악기, en=내지, ex = 외지 p1-7 = 내지의 여러 지절
- 머리를 확대한 모습
- 복원도

## 분류
이전에는 알려진 것이 없었으나, 2017년 재기술된 논문은 하벨리아과의 단모식종인 하벨리아가 협각류의 초기군인 상크타카리스, 우타카리스, 위상고카리스, 메소로카리스와 함께 하벨리아목을 이루는 구성원인 것을 밝혀냈다.

## 생태
하벨리아는 껍데기를 가진 생물을 섭취하는 데 악기를 사용하는 각식성(殼食性. durophagous) 포식자로 여겨진다.

## 같이 보기
- 몰리소니아
- 버지스 셰일

### 내용주
1. ↑  먹이를 가공하는 데 쓰이는 변형된 다리 기부·기절

### 참고주
1. ↑  Caron, Jean-Bernard; Jackson, Donald A. (October 2006). “Taphonomy of the Greater Phyllopod Bed community, Burgess Shale”. 《PALAIOS》 21 (5): 451–65. Bibcode:2006Palai..21..451C. doi:10.2110/palo.2003.P05-070R. JSTOR 20173022. S2CID 53646959.
2. 1 2 3 4  Aria, Cédric; Caron, Jean-Bernard (December 2017). “Mandibulate convergence in an armoured Cambrian stem chelicerate”. 《BMC Evolutionary Biology》 (영어) 17 (1): 261. Bibcode:2017BMCEE..17..261A. doi:10.1186/s12862-017-1088-7. ISSN 1471-2148. PMC 5738823. PMID 29262772.

## 더 읽어보기
- 《Invertebrate Palaeontology & Evolution》 (유안 닐슨 커 클락슨 저)
- 《원더풀 라이프》(Wonderful Life: The Burgess Shale and the Nature of History) (스티븐 제이 굴드 저)